# Acacia anomala
Acacia anomala é uma espécie de leguminosa do gênero Acacia, pertencente à família Fabaceae.